# Lolif
Lolif är en kommun i departementet Manche i regionen Normandie i norra Frankrike. Kommunen ligger i kantonen Sartilly som tillhör arrondissementet Avranches. År 2022 hade Lolif 608 invånare.

## Befolkningsutveckling
Antalet invånare i kommunen Lolif
| Referens: INSEE |